# Schmalspurbahn Frýdlant v Čechách–Heřmanice
| Streckenlänge: | 10,617 km           |                                                         |                                                         |
| Spurweite: | 750 mm (Schmalspur) |                                                         |                                                         |
| Maximale Neigung: | 25 ‰                |                                                         |                                                         |
| Minimaler Radius: | 100 m               |                                                         |                                                         |
| Streckengeschwindigkeit: | 40 km/h             |                                                         |                                                         |
| |                     |                                                         |                                                         |
| \| \| 0,000 \| Frýdlant v Čechách früher Friedland in Böhmen \| Frýdlant v Čechách früher Friedland in Böhmen \| \| \| 0,645 \| Pardubice–Zawidów und Frýdlant–Jindřichovice pod Smrkem \| Pardubice–Zawidów und Frýdlant–Jindřichovice pod Smrkem \| \| \| 1,461 \| vlečka TOTEX \| vlečka TOTEX \| \| \| 1,670 \| Frýdlant v Čechách zastávka (ab 1957) \| Frýdlant v Čechách zastávka (ab 1957) \| \| \| 3,858 \| Kunratice u Frýdlantu früher Kunnersdorf (b Friedland) \| Kunratice u Frýdlantu früher Kunnersdorf (b Friedland) \| \| \| \| \| \| \| \| 6,811 \| Dětřichov u Frýdlantu früher Dittersbach (b Friedland) \| Dětřichov u Frýdlantu früher Dittersbach (b Friedland) \| \| \| 8,870 \| vlečka Severočeský průmysl kamene n.p. \| vlečka Severočeský průmysl kamene n.p. \| \| \| 9,010 \| Heřmanice zastávka früher Hermsdorf (b Friedland) Hst \| Heřmanice zastávka früher Hermsdorf (b Friedland) Hst \| \| \| 10,467 \| Heřmanice früher Hermsdorf (b Friedland) \| Heřmanice früher Hermsdorf (b Friedland) \| \| \| 10,617 \| Staatsgrenze Tschechien–Polen \| Staatsgrenze Tschechien–Polen \| \| \| \| nach Zittau (vorm. K. Sächs. Sts. E.B.) \| \| \| \| \| \| \| \| Quellen: [1] \| \| \| \| |                     |                                                         |                                                         |
| Kopfbahnhof Streckenanfang (Strecke außer Betrieb) | 0,000               | Frýdlant v Čechách früher Friedland in Böhmen           | Frýdlant v Čechách früher Friedland in Böhmen           |
| Kreuzung geradeaus oben (Strecke geradeaus außer Betrieb) | 0,645               | Pardubice–Zawidów und Frýdlant–Jindřichovice pod Smrkem | Pardubice–Zawidów und Frýdlant–Jindřichovice pod Smrkem |
| Abzweig geradeaus und nach rechts (Strecke außer Betrieb) | 1,461               | vlečka TOTEX                                            | vlečka TOTEX                                            |
| Haltepunkt / Haltestelle (Strecke außer Betrieb) | 1,670               | Frýdlant v Čechách zastávka (ab 1957)                   | Frýdlant v Čechách zastávka (ab 1957)                   |
| Bahnhof (Strecke außer Betrieb) | 3,858               | Kunratice u Frýdlantu früher Kunnersdorf (b Friedland)  | Kunratice u Frýdlantu früher Kunnersdorf (b Friedland)  |
| Strecke von links (außer Betrieb) · Abzweig geradeaus und von rechts (Strecke außer Betrieb) |                     |                                                         |                                                         |
| Strecke (außer Betrieb) · Kopfbahnhof Streckenende (Strecke außer Betrieb) | 6,811               | Dětřichov u Frýdlantu früher Dittersbach (b Friedland)  | Dětřichov u Frýdlantu früher Dittersbach (b Friedland)  |
| Abzweig geradeaus und nach rechts (Strecke außer Betrieb) | 8,870               | vlečka Severočeský průmysl kamene n.p.                  | vlečka Severočeský průmysl kamene n.p.                  |
| Haltepunkt / Haltestelle (Strecke außer Betrieb) | 9,010               | Heřmanice zastávka früher Hermsdorf (b Friedland) Hst   | Heřmanice zastávka früher Hermsdorf (b Friedland) Hst   |
| Bahnhof (Strecke außer Betrieb) | 10,467              | Heřmanice früher Hermsdorf (b Friedland)                | Heřmanice früher Hermsdorf (b Friedland)                |
| Grenze (Strecke außer Betrieb) | 10,617              | Staatsgrenze Tschechien–Polen                           | Staatsgrenze Tschechien–Polen                           |
| Strecke (außer Betrieb) |                     | nach Zittau (vorm. K. Sächs. Sts. E.B.)                 | nach Zittau (vorm. K. Sächs. Sts. E.B.)                 |
| |                     |                                                         |                                                         |
| Quellen: |                     |                                                         |                                                         |

Die Schmalspurbahn Frýdlant v Čechách–Heřmanice war eine Schmalspurbahn mit einer Spurweite von 750 mm im heutigen Tschechien, die ursprünglich von den Friedländer Bezirksbahnen (FrBB) erbaut und betrieben wurde. Die Strecke verlief von Frýdlant v Čechách (Friedland in Böhmen) zur Landesgrenze bei  Heřmanice u Frýdlantu (Hermsdorf in Böhmen) und hatte dort Anschluss an die Schmalspurbahn Zittau–Reichenau–Hermsdorf in Sachsen. Im Jahr 1984 wurde die seit Jänner 1976 verkehrslose Strecke stillgelegt und bis 1997 abgebaut.
Heute ist die Strecke in Tschechien als Heřmanička (deutsch etwa: Hermsdorfer Bähnle) bekannt.

## Geschichte
Im Jahre 1864 bestand ein Projekt, die Löbau–Zittauer Eisenbahn in Richtung Friedland und weiter ins schlesische Liegnitz (heute: Legnica/Polen) fortzusetzen. Aus finanziellen Gründen kam es jedoch nicht zum Baubeginn. Den ersten Eisenbahnanschluss erhielt Friedland dann 1875 durch die k.k. priv. Süd-Norddeutsche Verbindungsbahn (SNDVB) von Pardubitz über Reichenberg bis zur Landesgrenze bei Seidenberg.
Im Jahre 1884 entstand in Sachsen eine Schmalspurbahn, die von Zittau über Reichenau nach Markersdorf führte. Schon bald entstanden Pläne, diese Linie bis Friedland fortzuführen.

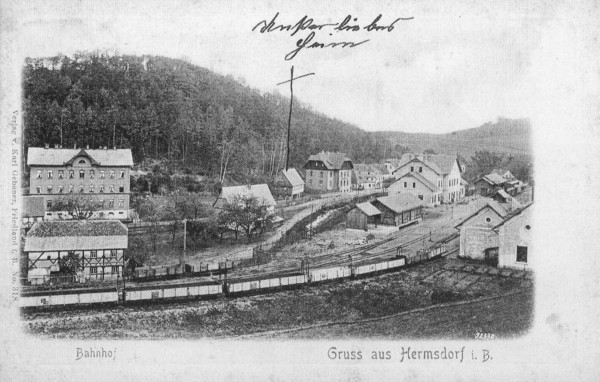
Grenzbahnhof Hermsdorf; im Vordergrund Güterwagen der K. Sächs. Sts. EB. (um 1900)

Grundlage für den Weiterbau der Strecke nach Österreich war schließlich ein Staatsvertrag zwischen Österreich-Ungarn und Sachsen vom 27. November 1898. Er trat mit dem Austausch der Ratifikationsurkunden am 25. Jänner 1899 in Wien in Kraft. Dabei verpflichtete sich die sächsische Regierung, die eigene Anschlussstrecke „tunlichst gleichzeitig mit der österreichischen Anschlußstrecke in Betrieb zu setzen“. Sehr ungewöhnlich und nahezu einzigartig für eine öffentliche Bahn in Österreich war die Spurweite von 750 mm, in der die neue Bahn errichtet werden sollte. In Österreich waren dampfbetriebene Schmalspurbahnen fast ausschließlich in Bosnischer Spurweite, also 760 mm, errichtet wurden.
Für den Grenzbahnhof war ein Standort in „unmittelbarer Nähe der Grenze“ bei Hermsdorf in Böhmen vorgesehen. Dieser Bahnhof sollte auch Sitz des Grenzzollamtes sein. Zudem enthielt der Vertrag die Vereinbarung, dass mindestens zwei Personenzüge täglich in beiden Richtungen über die Landesgrenze verkehren sollten.
Am 15. Februar 1899 erhielt der Bezirksausschuss in Friedland die Konzession „zum Baue und Betriebe einer als schmalspurige Localbahn auszuführenden Locomotiveisenbahn von der Station Friedland der Süd-Norddeutschen Verbindungsbahn bis zur Reichsgrenze nächst Hermsdorf“.

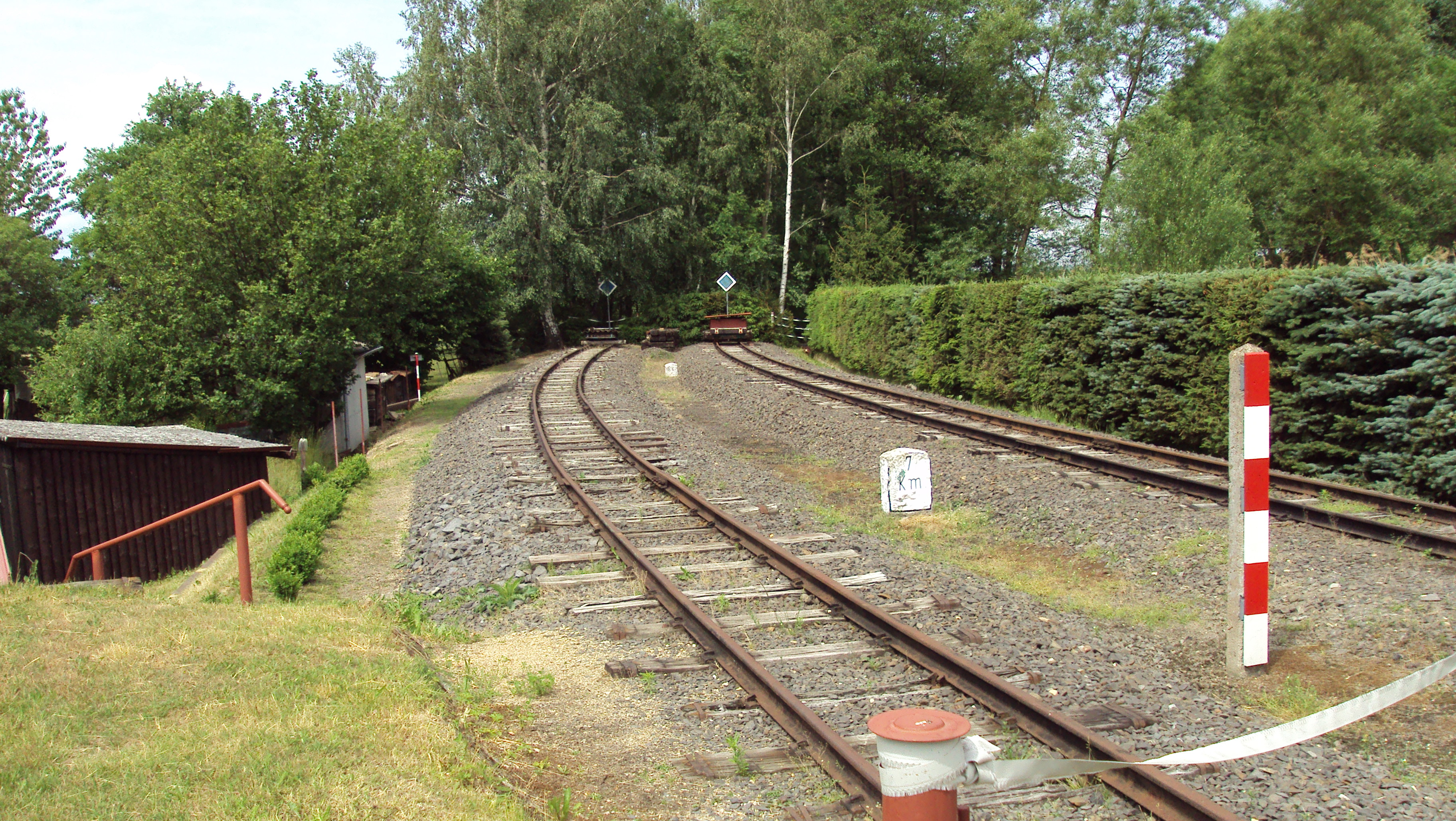
Parallele Gleise auf einem Privatgrundstück in Dětřichov (2011)

Am 25. August 1900 wurde die Strecke eröffnet. Gleichzeitig nahm auch die sächsische Anschlussstrecke Markersdorf–Hermsdorf ihren Betrieb auf. Um auch den Ort Dittersbach bedienen zu können, entstand dort ein Kopfbahnhof, an dem die Lokomotiven vor der Weiterfahrt ans andere Zugende wechseln mussten. Die Gleise beider Richtungen verliefen dort etwa einen Kilometer parallel nebeneinander. Wegen des grenzüberschreitenden Verkehrs besaßen alle Fahrzeuge die in Sachsen übliche Heberleinbremse und Trichterkupplung.
Im Jahr 1912 wies der Fahrplan der Lokalbahn täglich vier gemischte Zugpaare 2. und 3. Klasse zwischen Friedland und Hermsdorf aus. Sonn- und feiertags verkehrte ein weiteres. Sie benötigten für die elf Kilometer lange Strecke etwa 35 Minuten.
Auf dem Höhepunkt der Sudetenkrise wurde der Betrieb auf der Strecke am 23. September 1938 eingestellt und das tschechische Personal in das Landesinnere evakuiert. Infolge der Unterzeichnung des Münchner Abkommens am 30. September 1938 lag die Strecke dann auf deutschem Staatsgebiet. Die vor Ort gebliebenen einheimischen, deutschsprachigen Eisenbahner nahmen den Betrieb am 4. Oktober 1938 wieder auf. Am 19. Oktober 1938 wurde die Strecke offiziell an die Deutschen Reichsbahn übergeben und in das Netz der Reichsbahndirektion Dresden eingegliedert. Anstatt der alten, aus österreichischer Zeit stammenden Züge mit zweiachsigen Wagen kamen auf der Strecke nun die in Zittau beheimateten modernen Dieseltriebwagen zum Einsatz.
Im Reichskursbuch vom Sommer 1939 war die Verbindung als Kursbuchstrecke 135r Friedland (Böhm)–Hermsdorf (b Friedland) enthalten. Betrieblich blieb die Strecke eigenständig, es verkehrten auch weiterhin keine durchgehenden Reisezüge zwischen Zittau und Friedland. Lediglich der Fahrplan wurde später wieder so angepasst, dass die meisten Züge nun in Hermsdorf unmittelbaren Anschluss von und nach Zittau hatten.
Bis 1941 wurden die Brücken verstärkt, sodass fortan wie in Sachsen normalspurige Wagen auf Rollfahrzeugen befördert werden konnten. Bis Dezember 1944 wurden zudem die Gleise für höhere Achslasten ausgebaut. Damit waren auch die in Zittau beheimateten schweren sächsischen Lokomotiven auf der Strecke zugelassen. Dafür wurde das Oberbaumaterial des abgebauten zweiten Gleises zwischen Bertsdorf und Oybin weiterverwendet.
Unmittelbar am Ende des Zweiten Weltkrieges musste der Zugverkehr am 7. Mai 1945 infolge der Kampfhandlungen eingestellt werden. Nach vier Tagen Stillstand konnte der Betrieb bereits am 12. Mai 1945 mit Billigung der Besatzungsmacht wieder aufgenommen werden. Erstmals in der Streckengeschichte liefen nun drei planmäßige Personenzugpaare zwischen Friedland und Zittau durch, die von den schweren Zittauer Einheitslokomotiven geführt wurden. Die Reisezüge wurden insbesondere von in ihre Heimat zurückkehrenden Soldaten und Kriegsflüchtlingen sowie aus der Tschechoslowakei ausgewiesenen Deutschböhmen benutzt. Dieser Verkehr endete abrupt am 22. Juni 1945, als polnische Truppen den Ostteil des Kreises Zittau besetzten und die Strecke dort sperrten. Bereits am 23. Mai 1945 hatten Eisenbahner der ČSD den Bahnhof Friedland sowie am 30. Mai 1945 den Bahnhof Hermsdorf übernommen. Fortan galten nur noch die tschechischen Betriebsstellennamen.
Die Weberei von Max Lenhart in Dittersbach und der Basaltsteinbruch der Firma Schupich in Hermsdorf nahmen im Juni 1945 ihre Arbeit wieder auf. Eine Zäsur war die 1945 beginnende, nahezu vollständige Vertreibung der angestammten deutschsprachigen Bevölkerung im Bahngebiet. Der Steinbruch in Hermsdorf stellte darum im November 1945 den Betrieb für einige Zeit ein.
Im Herbst 1947 wurde eine landesweite Erhebung zur Rentabilität des Eisenbahnbetriebs durchgeführt. Die Strecke zwischen Frýdlant und Heřmanice gehörte zu den 52 schlechtesten Abschnitten, die für eine Stilllegung in Betracht kamen. Sie wurde darum als erste für eine versuchsweise Stilllegung ausgewählt. Der werktags mit fünf sowie sonntags mit vier  Personenzugpaaren bewältigte Reiseverkehr wurde am 22. September 1947 wieder eingestellt und durch eine Überlandbuslinie mit werktags zwei Buskursen von Frýdlant über Heřmanice nach Liberec ersetzt. Angesichts dieser deutlichen Reduzierung des Verkehrsangebotes forderten die Anliegergemeinden die Wiederaufnahme des Eisenbahnverkehrs. Oft waren die Busse bereits in Dětřichov voll besetzt. Sonntags gab es überhaupt keinen öffentlichen Verkehr mehr.
Im Jahr 1948 wurde die Stilllegung der nur noch im Güterverkehr betriebenen Strecke diskutiert. Im Frühjahr 1949 sollte die Strecke stillgelegt und dem Steinbruch als Anschlussgleis übergeben werden. Die Firma Severočeský průmysl kamene n.p. (Nordböhmische Steinindustrie, Nationalbetrieb) als nunmehriger Betreiber des Steinbruches in Heřmanice weigerte sich jedoch im März 1949, die Strecke zu übernehmen. Stattdessen forderte man den Bau einer Verladerampe im Bahnhof Frýdlant v Čechách, deren Bau tatsächlich begonnen wurde. Diskutiert wurde auch der Umbau der Strecke auf Normalspur, wobei sich die Betriebe an der Strecke an den Kosten beteiligen wollten.
Am 1. März 1951 wurde der verbliebene Güterverkehr auf der Strecke aufgegeben und eine Zeitlang von Lastkraftwagen der ČSAD übernommen, allerdings waren die Straßen im Bahngebiet seinerzeit kaum für diese Belastung geeignet. Am 28. Mai 1951 erklärten die ČSD die Strecke zur nicht öffentlichen Anschlussbahn. Pächter war die Severočeský průmysl kamene n.p. Die Firmen Nissan in Dětřichov und Gottwaldovy závody in Frýdlant (später beide: TOTEX n.p.) waren Nebenanschließer. Die ČSD befuhren die Anschlussbahn nun wieder mit täglich drei Güterzugpaaren bis Heřmanice zastávka, später genügten zwei. Die weitere Strecke bis zum Endpunkt Heřmanice war gesperrt und verfiel.

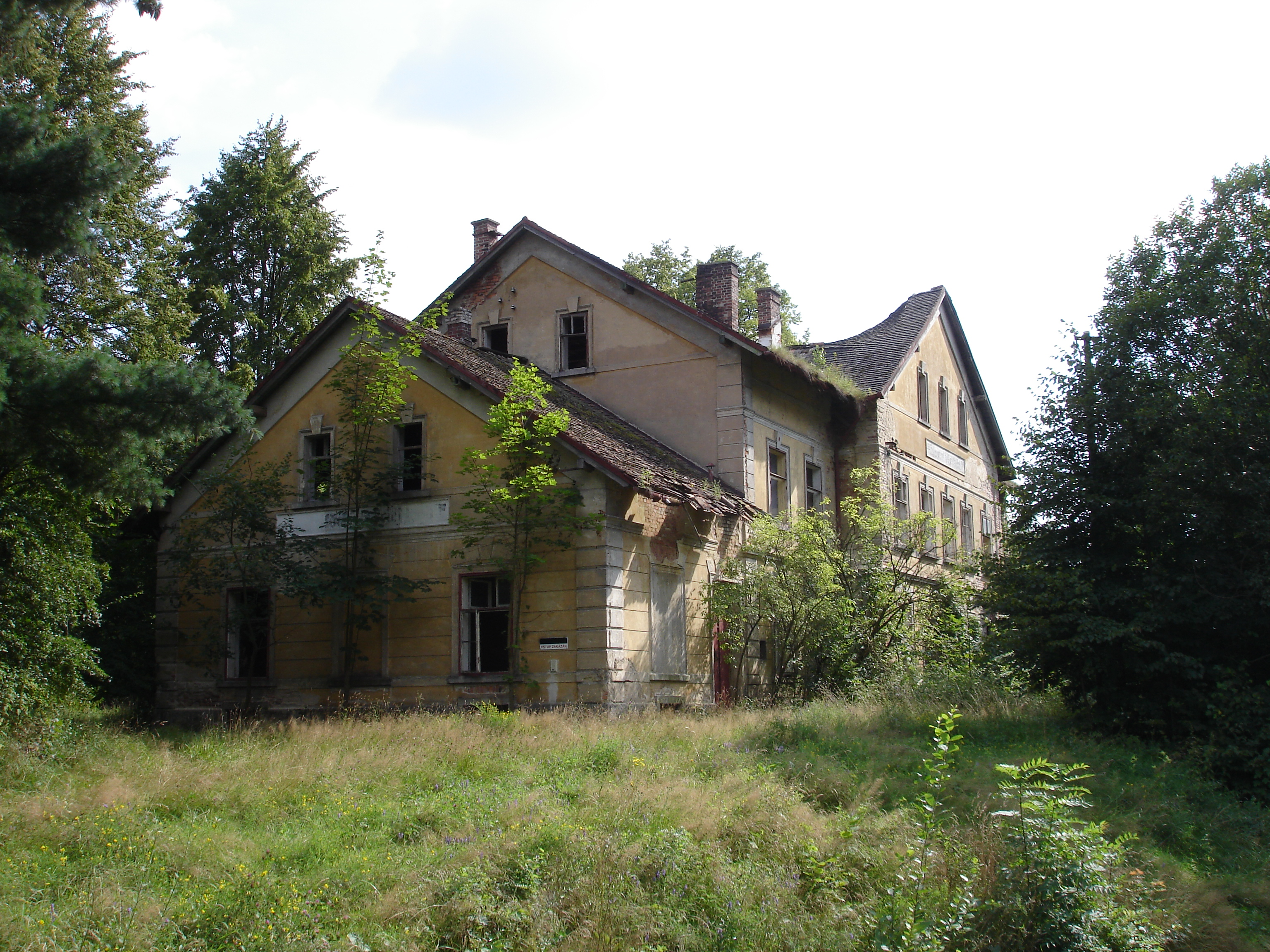
Bahnhof Heřmanice (2009)

Die Anliegergemeinden forderten jedoch weiterhin die Wiederaufnahme des Reiseverkehrs. Im März 1957 beschloss das Verkehrsministerium, den Reiseverkehr wieder aufzunehmen. Die ČSD erneuerten die ungenutzten Gleise zwischen Heřmanice zastávka und dem Endbahnhof Heřmanice, die Firma TOTEX errichtete am Streckenkilometer 1,670 eine neue Haltestelle für den Berufsverkehr. Am 14. Juli 1957 nahmen die ČSD den Reiseverkehr wieder auf. In den Zügen liefen neben den noch vorhanden alten FrBB-Wagen auch sächsische Traglastenwagen sowie einige für diesen Zweck umgesetzte Altfahrzeuge ungarischer Herkunft mit, die von zwei Lokalbahnen in der Slowakei stammten. Im Jahr 1958 beheimaten die ČSD vier fabrikneue Diesellokomotiven in Frýdlant, die fortan alle Reisezüge führten. Im Jahr 1964 kamen zudem noch vier moderne Personenwagen auf die Strecke. In den Fahrplänen waren die Personenzüge fortan als Motorzug (MOs) geführt.
Der Güterverkehr ging hingegen infolge der Stilllegung des Steinbruches in Heřmanice immer mehr zurück. Die Firma TOTEX in Frýdlant erhielt zum Schluss noch Kohle mit aufgerollten Normalspurwagen. Am 13. Juni 1964 stellten die ČSD den Güterverkehr ein.
Der Jahresfahrplan von 1969/70 verzeichnete werktags sechs Personenzugpaare zwischen Frydlant und Heřmanice. Von Montag bis Freitag verkehrte nachmittags ein weiteres für den Schülerverkehr bis Dětřichov und zurück. Die Züge benötigten für die Gesamtstrecke 47 Minuten, und damit über zehn Minuten mehr, als zur Eröffnung.
Auf dem 14. Kongress der Kommunistischen Partei der Tschechoslowakei (KSČ) im Jahr 1971 wurde die schrittweise Aufgabe ineffizienter Betriebe formuliert. Diese Forderung war auch die Grundlage für die Erstellung von Rentabilitätsstudien für 45 Eisenbahnstrecken. Die Studien sahen unter anderem auch die Stilllegung der Strecke Frýdlant v Čechách–Heřmanice vor. Anfang April 1975 stellte der örtliche Verantwortliche für die Streckenunterhaltung fest, dass wegen des abgängigen Oberbaues die Streckengeschwindigkeit auf lediglich 10 km/h reduziert werden müsste. Die Schwellen waren verfault und boten den Schienen keinen Halt mehr. Auf längeren Abschnitten gab es Spurerweiterungen.
Die letzten Reisezüge verkehrten am 13. Jänner 1976, dann wurde die Strecke wegen der technischen Mängel gesperrt. In der Folge war die Strecke auch weiterhin noch im Kursbuch der ČSD enthalten, alle Züge verkehrten als Schienenersatzverkehr mit Bussen der ČSAD. Die offizielle Stilllegung der Strecke erfolgte dann 1984. Die Gleise wurden bis 1997 abgebaut.

## Fahrzeugeinsatz

### Lokomotiven

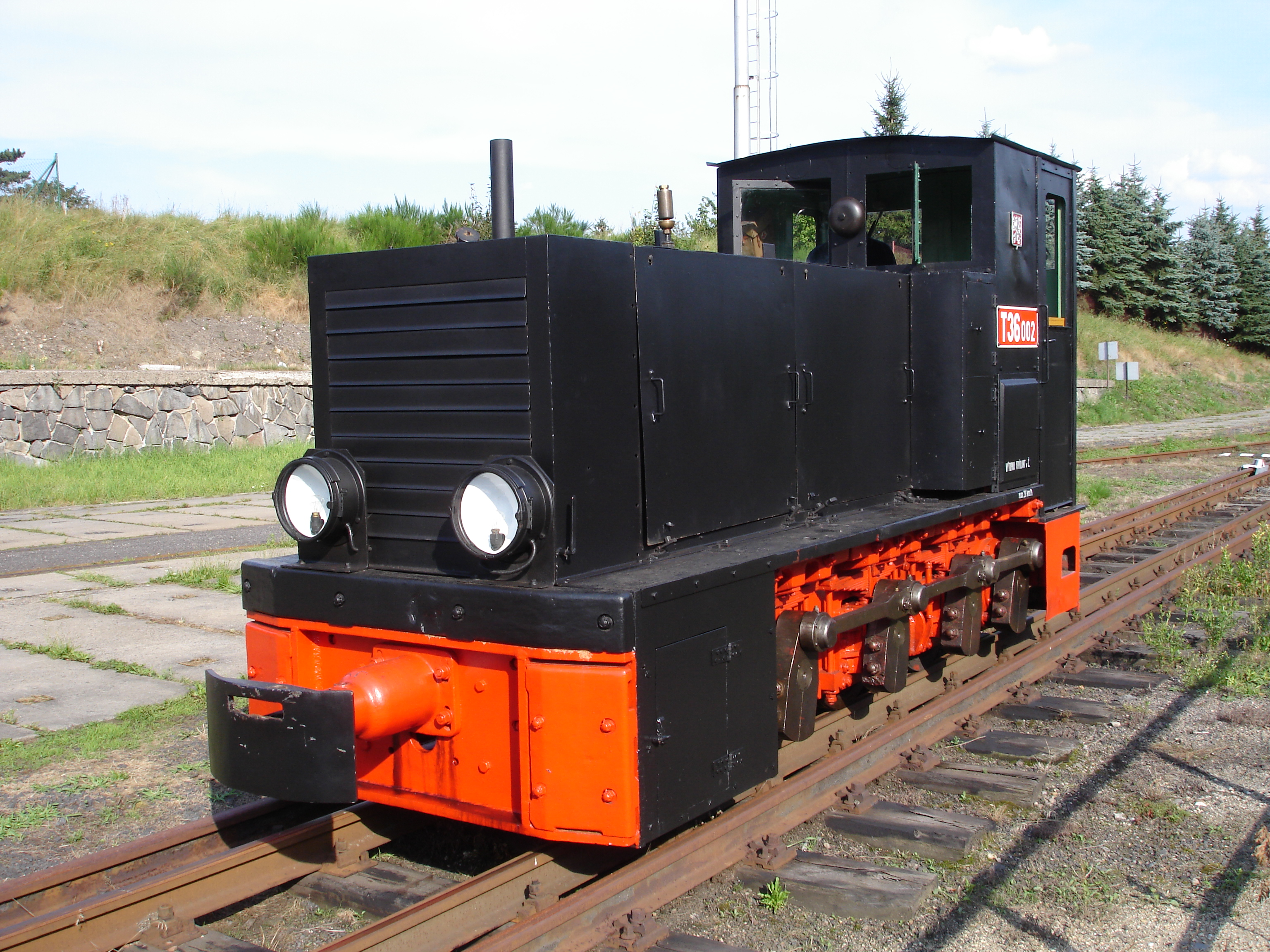
Eine solche Lokomotive vom Typ HF130C diente ab 1948 in Frýdlant als Rangierlokomotive (2009)

Die FrBB beschafften für ihre Schmalspurbahn drei Schmalspurlokomotiven mit den Nummern 11 bis 13 von Krauss in Linz, die weitestgehend der bekannten Reihe U der kkStB glichen. Die ČSD reihte die Lokomotiven später in die Reihe U 37.0 ein und gab ihnen die Betriebsnummern U 37.007 – 009. Die Lokomotive U 37.008 (ehem. Nr. 12) blieb erhalten und dient heute als Ersatzteilspender für die Museumslokomotive U 37.002 in Jindřichův Hradec.
U 37.007 (ehem. Nr. 11) befand sich als 99 791 im April 1945 zur Instandsetzung im Raw Chemnitz und verblieb nach Kriegsende bei den Schmalspurbahnen in Sachsen. Sie kam dann auf der Schmalspurbahn Hetzdorf–Eppendorf–Großwaltersdorf zum Einsatz, gelangte später zu den  Prignitzer Kreiskleinbahnen, wurde dort in 99 4712 umgezeichnet und 1965 ausgemustert.
Ab 1944 durften auch die schweren sächsischen Lokomotiven der DR-Baureihe 99.65-71 und DR-Baureihe 99.73-76 von Zittau aus bis Friedland fahren. Die Lokomotive 99 702 verblieb nach 1945 in Frýdlant. Sie wurde dann ab 1948 von den ČSD als U 58.001 auf der Schmalspurbahn Třemešná ve Slezsku–Osoblaha eingesetzt. 1957 kam sie allerdings wieder nach Frýdlant zurück. Sie wurde dann noch bis 1960 im Zugverkehr verwendet und 1962 ausgemustert.
Ab 1948 verwendete die ČSD eine frühere deutsche Heeresfeldbahnlokomotive des Typs HF 130 C als Rangierlokomotive in Frýdlant. Die von den ČSD als T 36.001 bezeichnete Lokomotive wurde 1954 als Werklokomotive zur Zementfabrik Královodvorské cementárny in Beroun abgegeben.
Ab 1958 setzte die ČSD dann fabrikneue Diesellokomotiven T 47.0 auf der Strecke ein. Im Reisezugverkehr kamen jedoch vorerst weiter Dampflokomotiven zum Einsatz, da die neuen Lokomotiven keine Heizeinrichtung besaßen. Erst 1964 konnte deshalb die letzte Dampflokomotive ausgemustert werden.

### Wagen

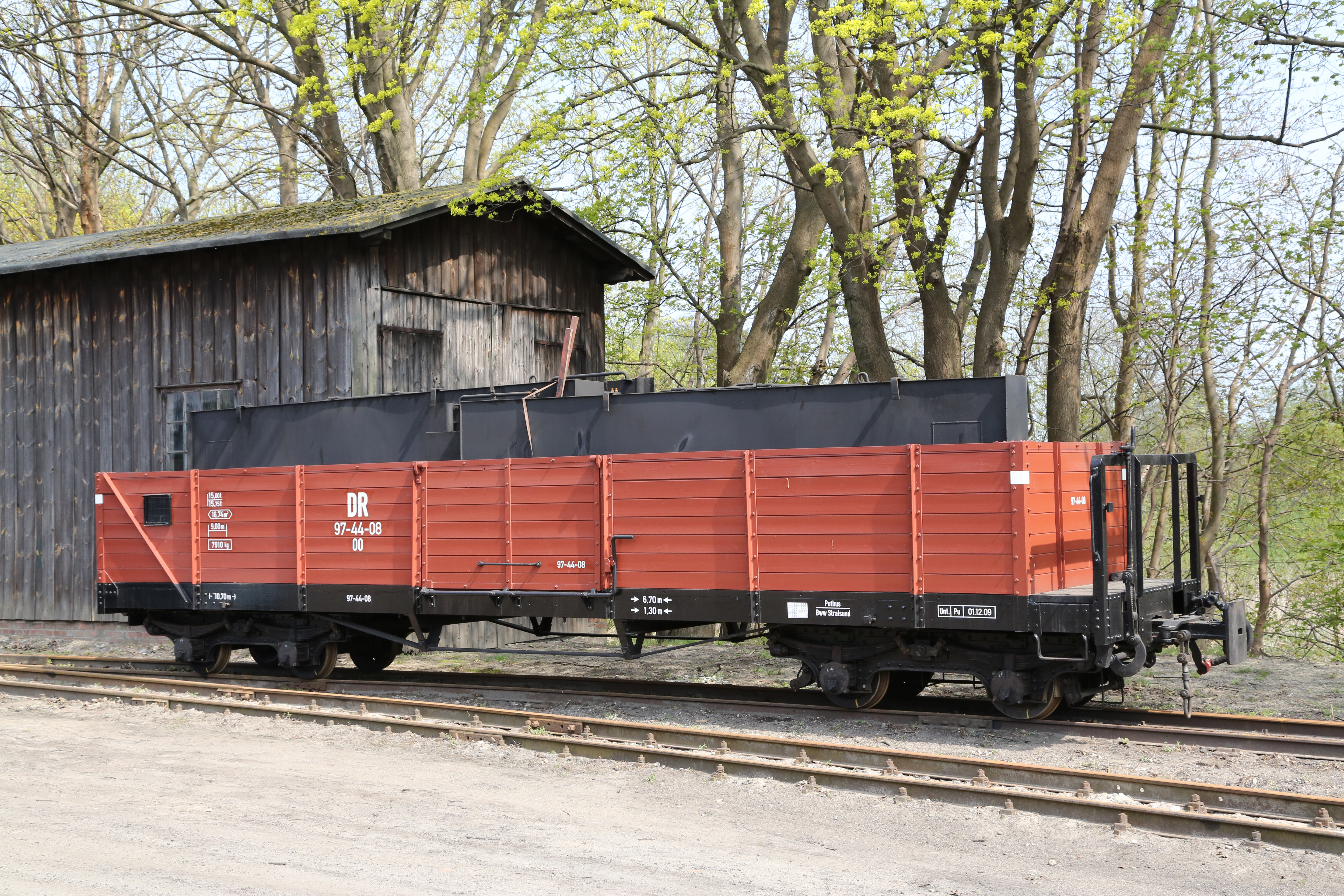
Wagen 804 der FOD als DR 97-44-08 in Putbus (2013)

Die von der FrBB zur Eröffnung beschafften Reisezug- und Güterwagen entsprachen der damaligen österreichischen Bauart, wie sie von der Grazer Waggonfabrik zur gleichen Zeit auch für die Schmalspurbahnen mit bosnischer Spur in der österreichischen Reichshälfte gebaut wurden. Lediglich eine Serie offener vierachsiger Güterwagen, die 1931 von der Waggonfabrik Bohemia in Böhmisch Leipa für den Schottertransport geliefert wurden, entsprachen weitgehend den zeitgenössischen sächsischen Fahrzeugen. Für den Übergang regelspuriger Wagen auf die Schmalspurbahn wurden ab 1904 Rollböcke eingesetzt. Die DR führte 1941 stattdessen die in Sachsen üblichen Rollfahrzeuge ein.
Nach 1945 verblieben verschiedene sächsische Wagen auf der Strecke, demgegenüber verblieb ein Teil der früheren FrBB-Wagen im Bestand der DR in Zittau. Ein Teil der sächsischen Personenwagen gelangte später nach Südböhmen auf die Strecken Jindřichův Hradec–Obrataň und Jindřichův Hradec–Nová Bystřice. Sie wurden dort bis Ende der 1970er Jahre im Reisezugverkehr verwendet.
Im Jahr 1966 beschaffte die ČSD fünf neue Personenwagen der Bauart Balm (u) von ČKD Tatra in Prag, die bis zur Verkehrseinstellung im Jänner 1976 eingesetzt wurden. Ein Wagen wurde 1982 nach Jindřichův Hradec umgesetzt, alle anderen wurden nach 1984 verschrottet.

## Erinnerungskultur

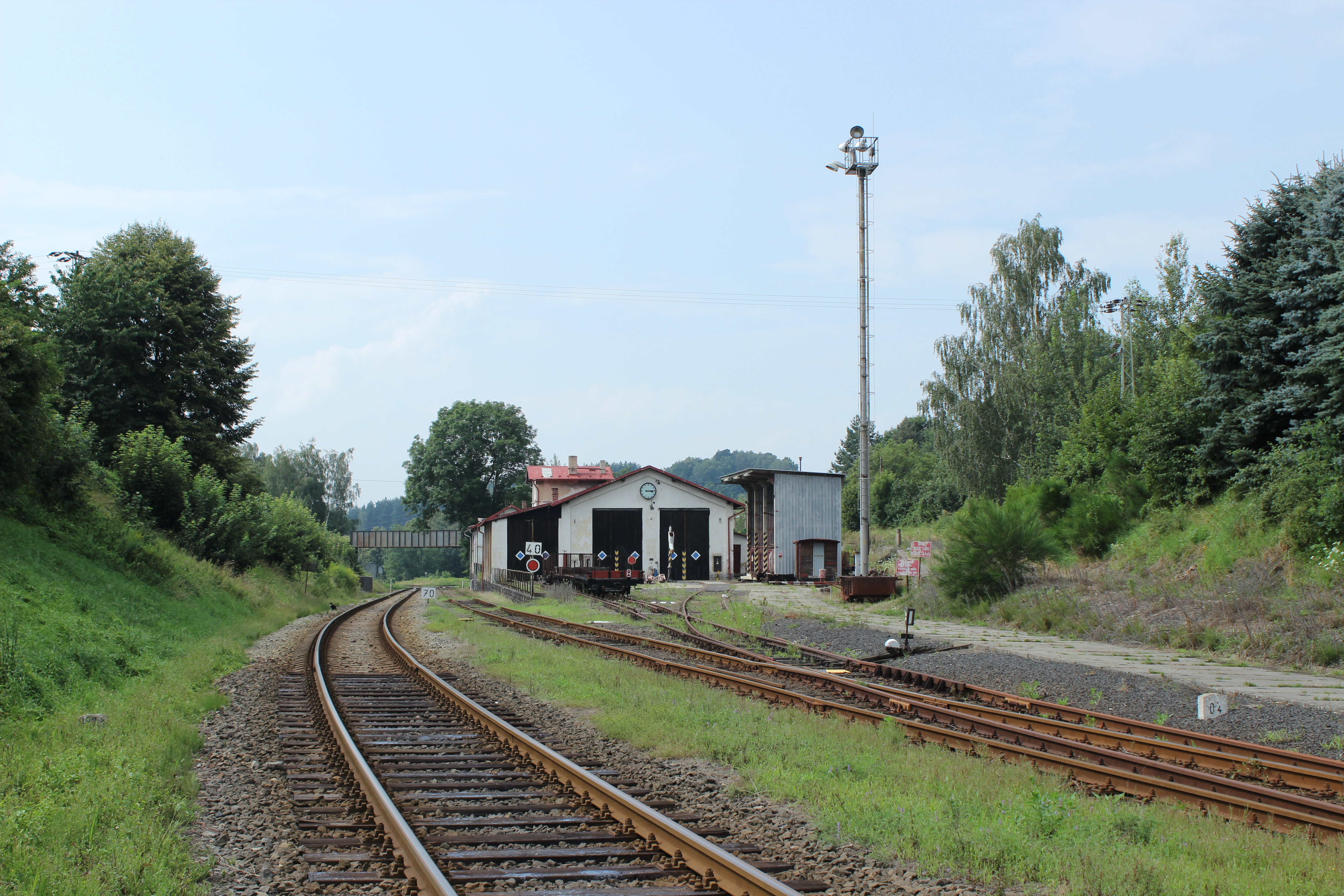
Das Museum befindet sich im früheren Heizhaus der Schmalspurbahn im Bahnhof Frýdlant. Rechts steigt die gleislose Trasse der Schmalspurbahn an und führt über die Brücke im Hintergrund (2016)

Am 10. September 2004 gründete sich in der Verein Spolek Frýdlantské okresní dráhy, der die Strecke als Museumsbahn wieder aufbauen möchte. Sitz des Vereines ist das frühere Heizhaus der Schmalspurbahn im Bahnhof Frýdlant v Čechách. Dort konnte am 28. Juni 2008 ein kleines Museum zur Geschichte der Bahn eingerichtet werden. Die Bemühungen zum Wiederaufbau der Strecke erstreckten sich bislang nur auf den dortigen Bahnhofsbereich, wo einige Gleise und der Bahnsteig wieder hergerichtet wurden.
Im November 2020 konnte Oberbaumaterial von AŽD Praha übernommen werden, das von der Sanierung der Bahnstrecke Čížkovice–Obrnice stammt. Damit sollen 400 Meter Streckengleis bis zum Museum wieder aufgebaut werden.
Im August 2022 genehmigte das Parlament des Liberecký kraj eine finanzielle Förderung in Höhe von 3,4 Millionen Kronen für den Kauf der vom Verein genutzten Gebäude und Flächen durch die Mikroregion. Sie sollen dann unentgeltlich dem Verein zur Nutzung übergeben werden.